# Stazione di Kachidoki
La Stazione di Kachidoki (勝どき駅?, Kachidoki-eki) è una stazione della Metropolitana di Tokyo, si trova nel quartiere di Chūō, sull'isola di Tsukishima nella baia di Tokyo. La stazione è servita dalla linea Ōedo della Toei.

## Stazioni adiacenti
| «          | Servizio   | »            |
| Linea Ōedo | Linea Ōedo | Linea Ōedo   |
| ---------- | ---------- | ------------ |
| Tsukishima | -          | Tsukijishijō |